# Forum Shopping
Unter Forum Shopping (engl., wörtl. „Gerichts-Einkaufsbummel“) versteht man das systematische Ausnutzen nebeneinander bestehender Zuständigkeiten um bestimmter rechtlicher oder tatsächlicher Vorteile willen. In manchen postkolonialen Staaten, wo durch Kollision importierten europäischen Rechts mit gleichzeitig fortbestehenden soziokulturell überlieferten Rechtsmechanismen eine Situation des Rechtspluralismus herrscht, funktioniert es als Teil der sozialen Normalität.

## Internationales Zivilverfahrensrecht
Voraussetzung für das forum shopping im Internationalen Zivilverfahrensrecht ist eine konkurrierende internationale Zuständigkeit verschiedener Gerichte. Forum Shopping verspricht dabei am meisten Erfolg, wenn die von den zur Wahl stehenden Gerichten angewendeten Rechtsvorschriften unterschiedlich sind. Das gilt immer für das anzuwendende Prozessrecht (was z. B. bei Beweisschwierigkeiten relevant sein kann), da Gerichte hierfür auf ihr Heimatrecht (lex fori) zurückgreifen. Auch das anwendbare materielle Recht kann abweichen, wenn die IPR-Regeln verschiedener Länder divergieren. Dies ist in der EU etwa aufgrund der Bereichsausnahme für Persönlichkeitsrechtsverletzungen gemäß Art. 1 Abs. 2 lit. g Rom II-VO der Fall.

## Forum Shopping bei Online-Delikten
Forum Shopping kann insbesondere bei unerlaubten Handlungen im Internet (z. B. Beleidigungen, Verletzungen von geistigem Eigentum) betrieben werden. Wegen der weltweiten Abrufbarkeit liegt hier nach dem internationalen Privatrecht der meisten Länder ein Erfolgsort im Inland vor, der sowohl den Gerichtsstand als auch das anzuwendende Recht bestimmt. Auch innerhalb Deutschlands ermöglicht der sogenannte fliegende Gerichtsstand forum shopping bei solchen Delikten.

## Strafrecht
Besonders problematisch ist Forum Shopping im Strafrecht. Sind nach §§ 7-9 StPO mehrere Gerichte örtlich zuständig, hat die Staatsanwaltschaft oder der Privatkläger die Wahl, bei welchem dieser Gerichte er Anklage erheben will. Ob darin ein Verstoß gegen das Recht auf den gesetzlichen Richter aus Art. 101 Abs. 1 S. 2 GG liegt, ist umstritten.
Forum Shopping kann zudem im Rahmen des internationalen Strafrechts und insbesondere des Europäischen Haftbefehls stattfinden.

### Internationales Zivilverfahrensrecht
- Andrew Bell: Forum Shopping and Venue in Transnational Litigation. Oxford 2003.
- Matthias Klöpfer: Missbrauch im Europäischen Zivilverfahrensrecht. Mohr Siebeck, Tübingen 2016, ISBN 978-3-16-154255-8, S. 370–374.
- Philipp Reuß: »Forum Shopping« in der Insolvenz. Mohr Siebeck, Tübingen 2011, ISBN 978-3-16-150819-6.
- Haimo Schack: Internationales Zivilverfahrensrecht. 6. Auflage. C.H. Beck, München 2016, ISBN 978-3-406-66101-3, Rn. 220–231.